# Atanycolus clypealis
Atanycolus clypealis är en stekelart som beskrevs av Granger 1949. Atanycolus clypealis ingår i släktet Atanycolus och familjen bracksteklar. Inga underarter finns listade.